# Résolution 1373 du Conseil de sécurité des Nations unies
Membres permanents
- Chine
- États-Unis
- France
- Royaume-Uni
- Russie

Membres non permanents
- Bangladesh
- Colombie
- Irlande
- Jamaïque
- Mali
- Maurice
- Norvège
- Singapour
- Tunisie
- Ukraine

Résolution no 1372 Résolution no 1374
La résolution 1373 (2001) du Conseil de sécurité des Nations unies a été prise à la suite des attentats du 11 septembre 2001.   
À la suite de cela, le Conseil de sécurité a adopté une résolution, sous le chapitre VII de la Charte des Nations unies, donc juridiquement contraignante, demandant aux États membres de prendre des mesures tendant à lutter contre le terrorisme ainsi qu'à contrôler les frontières.

## Texte
- Résolution 1373 Sur fr.wikisource.org
- Résolution 1373 Sur en.wikisource.org